# Sensibilidad y especificidad

Sensibilidad y Especificidad

Dado un estimador para una variable estadística discreta binaria se definen dos valores asociados importantes: Sensibilidad y especificidad. Por ejemplo, dado un test estimador que clasifica la población en personas sanas y enfermas, tendremos:
- La sensibilidad nos indica la capacidad de nuestro estimador para dar como casos positivos (Fig.→ círculo grande)  los casos realmente enfermos (Fig.→ punto); proporción de enfermos correctamente identificados. Es decir, la sensibilidad caracteriza la capacidad de la prueba para detectar la enfermedad en sujetos enfermos.
- La especificidad nos indica la capacidad de nuestro estimador para dar como casos negativos (Fig.→ rectángulo grande) los casos realmente sanos (Fig.→ aro); proporción de sanos correctamente identificados. Es decir, la especificidad caracteriza la capacidad de la prueba para detectar la ausencia de la enfermedad en sujetos sanos.

Los términos "verdadero positivo", "verdadero negativo", "falso positivo" y "falso negativo" se refieren al resultado de un test y si éste es correcto o no. Por ejemplo, si la condición es una enfermedad, "verdadero positivo" significa que una persona enferma ha sido diagnosticada como enferma, "falso positivo" significa que una persona sana ha sido diagnosticada como enferma, "verdadero negativo" implica que una persona sana ha sido diagnosticada como sana, y "falso negativo" significa que una persona enferma ha sido diagnosticada como sana. De este modo, si un test tiene una sensibilidad del 98% y una especificidad del 92% quiere decir que su tasa de falsos negativos es de un 2% y la de falsos positivos es de un 8%.

## Definición

### Sensibilidad → Ejm. “Detecta realmente los casos positivos“
La sensibilidad de una prueba representa la probabilidad de que un sujeto enfermo tenga un resultado positivo en la prueba. La sensibilidad se define como:
{\displaystyle Sensibilidad={\frac {VP}{VP+FN}}}
Donde VP, serían los verdaderos positivos; y FN, los falsos negativos.

### Especificidad → Ejm. “Detecta realmente los casos negativos“
La especificidad de una prueba representa la probabilidad de que un sujeto sano tenga un resultado negativo en la prueba. La especificidad se define como:
{\displaystyle Especificidad={\frac {VN}{VN+FP}}}
Donde VN, serían los verdaderos negativos; y FP, los falsos positivos.    
La sensibilidad es la fracción de verdaderos positivos (FVP) y la especificidad la fracción de verdaderos negativos (FVN).
No obstante, cada prueba tendrá mayor o menos porcentaje tanto en especificidad (SP o E%) como en sensibilidad (SE o S%) dependiendo de su punto de corte. Lo ideal sería que no se solapasen y al hacer un test solamente obtuviésemos verdaderos positivos y verdaderos negativos pero no es así. Por ello, es importante conocer la especificidad y la sensibilidad de cada estimador que utilicemos.

### Punto de corte
Dado un estimador de una variable con un parámetro ajustable, se puede hablar de sus curvas de sensibilidad y especificidad o curvas ROC (del inglés, receiver operating). En ellas se representa la sensibilidad de la técnica diagnóstica frente el valor que se obtiene al restarle la especificidad a la unidad (1-especificidad). El área bajo la curva obtenida oscila entre un valor de 0,5 (no discrimina entre un positivo y un falso positivo) y 1 (test diagnóstico perfecto). Sabiendo esto, se puede jugar con los valores de especificidad y sensibilidad hasta ajustar nuestra técnica diagnóstica a lo deseado.
En diagnóstico clínico, cuando el valor de especificidad supera el 80%, se considera buena.
Por regla general, se elige una prueba muy específica cuando prefieres obtener falsos negativos en lugar de falsos positivos, por ejemplo, para asegurar de que un paciente tiene realmente una enfermedad. Por ejemplo, una prueba para detectar una enfermedad que implique una operación, es imprescindible asegurarse de que el paciente está enfermo y necesita la operación, para no operar a un paciente sano. Otros casos en los que se usa una prueba muy específica son: al tratarse de una enfermedad grave y prácticamente incurable, cuando es importante desde el punto de vista sanitario y psicológico saber que no se padece la enfermedad, cuando un resultado positivo falso supone un trauma económico y psicológico para el sujeto... En estas situaciones se utiliza una prueba con un valor predictivo positivo alto, que aumenta de valor conforme la prevalencia de la enfermedad es mayor.
En cambio, se elige una prueba muy sensible cuando se prefiere obtener falsos positivos en lugar de falsos negativos, es decir, quieres que el número de enfermos sin detectar sea mínimo. Por ejemplo, en una epidemia es importante usar una prueba muy sensible, puesto que es necesario aislar a los enfermos y para ello todos deben ser detectados. Se usa en casos en que la enfermedad es grave pero curable, existiendo tratamiento para ella. En estos casos se usan pruebas con valor predictivo negativo alto, cuyo valor aumenta conforme disminuye la prevalencia de la enfermedad.